# 杨昌琪
杨昌琪（1929年—1987年），男，江苏吴江人，中国电工学家，曾任中国科学院电工研究所研究员、博士生导师。